# المرفدة (بكيل المير)

تعديل مصدري - تعديل

المرفدة هي إحدى قرى عزلة فاس بمديرية بكيل المير التابعة لمحافظة حجة، بلغ تعداد سكانها 42 نسمة حسب تعداد اليمن لعام 2004.